# Gare de Châtelaillon
Gare de Châtelaillon vasútállomás Franciaországban, Châtelaillon-Plage településen.

## Vasútvonalak
Az állomást az alábbi vasútvonalak érintik:
- Nantes–Saintes-vasútvonal

## Kapcsolódó állomások
A vasútállomáshoz az alábbi állomások vannak a legközelebb:
- Gare d’Angoulins-sur-Mer
- Gare de Saint-Laurent Fouras
- Gare de La Rochelle-Ville
- Gare de Rochefort